# Katherine Fernández Rundle
Katherine Fernández Rundle (Washington D. C., 1 de marzo de 1950) es una política, abogada y funcionaria pública estadounidense, notable por ser la primera fiscal estatal cubanoamericana del condado de Miami-Dade, cargo que ha desempeñado desde 1993. En 2017 fue incluida en el Salón de la Fama de las mujeres de Florida.

## Biografía

### Inicios y estudios
Fernández Rundle nació en Washington D. C. en 1950, hija de Carlos Benito Fernández, primer juez hispano de Miami y fundador del Colegio de Abogados Cubanoamericano. Cursó la carrera de derecho en la Universidad de Cambridge, y más adelante realizó una maestría en criminología en la misma institución.

### Carrera
Al finalizar sus estudios en Cambridge, realizó una pasantía en la ciudad de Miami por recomendación de su padre. Sirvió durante quince años como asistente del fiscal del estado y como asesora legal del Gran Jurado del condado de Miami-Dade, y en 1993 fue elegida para reemplazar a Janet Reno como fiscal distrital del dicho condado.De esta manera, se convirtió en la primera cubanoamericana en ese cargo, el cual conserva hasta la fecha.
En 2017, Fernández Rundle fue incluida en el Salón de la Fama de las mujeres de Florida.